# کرب ارچرد (نبراسکا)
کرب ارچرد(به انگلیسی: Crab Orchard) شهری در ایالت نبراسکا کشور ایالات متحده آمریکا است که جمعیت آن در سرشماری سال ۲۰۱۰ میلادی، ۳۸ نفر بوده‌است.